# گلبولی آریبی
گلبولی آریبی (انگلیسی: Gboly Ariyibi؛ زادهٔ ۱۸ ژانویهٔ ۱۹۹۵) بازیکن فوتبال اهل ایالات متحده آمریکا است.
از باشگاه‌هایی که در آن بازی کرده‌است می‌توان به باشگاه فوتبال چسترفیلد، باشگاه فوتبال لیدز یونایتد، و باشگاه فوتبال ترانمره راورز اشاره کرد.
وی همچنین در تیم‌های ملی فوتبال United States men's national under-20 soccer team و United States men's national under-23 soccer team بازی کرده‌است.